# كدينة (حديبو)

تعديل مصدري - تعديل

كدينة هي إحدى قرى مديرية حديبو التابعة لمحافظة سقطرى، بلغ تعداد سكانها 22 نسمة حسب تعداد اليمن لعام 2004.